# Ménil-Gondouin
Ménil-Gondouin település Franciaországban, Orne megyében. Lakosainak száma 157 fő (2022. január 1.). Ménil-Gondouin Putanges-le-Lac és Saint-André-de-Briouze községekkel határos.

## Népesség
A település népességének változása:
| Lakosok száma | 168  | 172  | 179  | 172  | 169  | 165  | 162  | 160  | 157  |
|               | 2013 | 2015 | 2016 | 2017 | 2018 | 2019 | 2020 | 2021 | 2022 |